# Lista över naturreservat i Västernorrlands län
Detta är en lista över naturreservat och nationalparker i Västernorrlands län, sorterade efter kommun.

## Härnösands kommun
- Bastusjöklippens naturreservat
- Brånsån (naturreservat)
- Gillersberget
- Grannässkogen
- Grenigtmyran
- Gådeåbergsbrännan
- Habborsbergen
- Häggberget
- Långmyrberget
- Mjällådalens naturreservat
- Nedre Brånsån
- Smitingen-Härnöklubb
- Storvattenkullen-Bjuktemyrberget
- Surpussberget
- Vårdkasmalen
- Vägsjöknösen
- Vällingsjö urskog
- Västanåfallet

## Kramfors kommun
- Bråtan (naturreservat)
- Drickesmyrhöjden
- Döraberget
- Edsbodskogen
- Edskullens naturreservat
- Fanöns naturreservat
- Finn-Stenbittjärnsbäcken
- Fjärdingsöarnas naturreservat
- Gnäggen
- Godgrubberget
- Habborsbergen
- Habborskullarna
- Halsviksravinen
- Herrestaberget
- Hugstmyrhöjden
- Högbonden
- Högklinten
- Högkälstoppen
- Icktjärnsberget
- Lidberget
- Långvattenhöjden
- Mjältön
- Nordingrå naturvårdsområde
- Nävertjärnsdalen
- Nävertjärnsskogen
- Norrfällsviken (naturreservat)
- Omneberget
- Rammbergets naturreservat
- Rotsidan
- Rudtjärnbergets naturreservat
- Skuleberget
- Storsand (naturreservat)
- Storön (naturreservat, Kramfors kommun)
- Sundsjöhöjden
- Svartnäsudden
- Sör-Lappmyran
- Villmyran
- Vändåtbäckenskogen
- Älgberget-Björnberget

## Sollefteå kommun
- Avradslandet
- Bastusjöklippens naturreservat
- Bjursjöberget-Hålldammberget
- Björnbergskogen
- Brandbärssvedjan
- Bågtjärnskogen
- Böxlörvmyrskogen
- Djupdalen (naturreservat)
- Gideåbergsmyrarna
- Granvågsniporna
- Hjältabergets naturreservat
- Horntjärnberget
- Högberget
- Jättjärn (naturreservat)
- Klippen (naturreservat)
- Klocksklipparnas naturreservat
- Kälberget (naturreservat, del i Västernorrlands län)
- Kärmsjöbäckens naturreservat
- Lill-Brännkullen
- Lill-Mårdsjön (naturreservat)
- Loktjärn-Holmsmyran
- Långbroberget
- Långmon
- Långsjöberget (naturreservat, Sollefteå kommun)
- Långvattnet
- Lövlund (naturreservat)
- Meåforsen
- Midskogen
- Mo-Långsjön (naturreservat)
- Mångmanskogen
- Nils-Gagnetberget
- Nipsippan i Krången
- Nipsippan i Nässjö by
- Nävernäsan
- Nördhöjden
- Oringsjö (naturreservat)
- Prästflon
- Rankarberget
- Ruskhöjden
- Rågsvedjeberget
- Rörmyranskogens naturreservat
- Röåforsarnas naturreservat
- Skogar kring Nyflon naturreservat
- Slammerstaden
- Slättbränna-Stormyrans naturreservat
- Snobergskogen
- Stensjöflon
- Stockberget
- Storkälen
- Stormyranskogen
- Sör-Skirsjöberget
- Tjålmsjöåns naturreservat
- Trefaldighetsdalen
- Tvärmyran
- Tängstaskogens naturreservat
- Utsiktsnipan i Ramsele
- Vignäsbodarna (naturreservat)
- Vällingsjö urskog
- Västeråsskogen

## Sundsvalls kommun
- Backviken
- Bengtmyran och Billmyran
- Bjursberget
- Brämön
- Edstaåsen
- Fageråsen
- Flakamon
- Grenforsen
- Gudmundstjärn
- Hålbergets naturreservat
- Högänge
- Klampenborg
- Klövbergets naturreservat (del i Västernorrlands län)
- Lill-Sundsjön (naturreservat)
- Ljusmorbergets naturreservat
- Lovik-Storflon
- Långharsholmen
- Långören (naturreservat)
- Malungsfluggen
- Målstaallmänningen
- Navarån
- Norra stadsberget
- Revaberget södra
- Rigåsen
- Rödmyråsen
- Salen
- Sidsjö (naturreservat)
- Sillmansåsen
- Sillre naturskog
- Smedsgården (naturreservat)
- Stor-Lomsjömyran-Björkbäcksmyran
- Storberget (naturreservat, Sundsvalls kommun)
- Stornäset
- Sundsjöåsen
- Svarttjärnåsen vid Örasjöbäcken
- Sönnasjöbergen
- Åsens naturskog
- Övre Sulån (naturreservat)

## Timrå kommun
- Fageråsen
- Fågelsången
- Höglandsbergets naturreservat
- Indalsälvens delta
- Korstjärnsmyran
- Mjällådalens naturreservat
- Nedre Mjällådalens naturreservat
- Storbacken (naturreservat)
- Stubb-Lisamon
- Åstön (naturreservat)
- Örasjöbäcken-Storsvedjan

## Ånge kommun
- Björntjärnsskogen
- Dysjöberget
- Ensillre kalkbarrskog
- Felåsen
- Flistersjöskogen
- Floberget
- Fårberget
- Gammelbodarna
- Granbodåsen
- Halmmyrans naturreservat
- Harråns naturreservat
- Haverö strömmar
- Helvetesbrännan
- Holänningskogen
- Jämtgaveln
- Karlsborgsberget
- Kullarna-Häxtjärn
- Kullbäcken-Markbäcken
- Leringsåsen
- Lill-Gravberget
- Lill-Oxsjöskogen
- Maljan
- Myckelåsen
- Rankleven
- Röjtjärnsmyran och Spångmyrans naturreservat
- Rörmyrberget
- Stensjöskogarnas naturreservat
- Storklacken
- Stormyran-Lommyran
- Stormyrskogen
- Svarttjärnsåsen
- Vattenån (naturreservat)
- Västra Göransåsen
- Östra Göransåsen

## Örnsköldsviks kommun
- Alneskogen
- Balesudden
- Billaberget
- Bågaliden
- Gammyrbrännan
- Gammtratten
- Getingstaliden
- Granliden
- Hemlingsån
- Herrbergsliden
- Hummelvik
- Hörnsjön (naturreservat)
- Idbyfjärden
- Killingkullen
- Kornsjö fjällskogs naturreservat
- Kvarnhusberget
- Kålhuvudet
- Källfors
- Lillsjöslåttern
- Mossaträsk-Stormyran
- Pärmsjöskogen
- Rismyrberget
- Råbäcken
- Skallbergets naturreservat
- Skuleskogen (nationalpark)
- Stakamyran
- Storklocken
- Stockholmsgata (naturreservat), Stockholmsgata (naturreservat, del i Västernorrlands län)
- Stor-Hustjärnskogens naturreservat
- Storbergets naturskogs naturreservat
- Stormyran på Ulvön
- Sör-Stormyrlidens naturreservat
- Trolltjärn
- Trysunda
- Tågsjöbrännan
- Ulvö-havets naturreservat
- Uvsjön (naturreservat)
- Veckefjärden (naturreservat)
- Vändåtberget
- Västanåhöjden
- Åttjärnsbodarna
- Ögeltjärn (naturreservat)
- Öster om Trattbergssjön naturreservat